# Lytro
Lytro was een Amerikaans bedrijf dat in 2006 werd opgericht door de informaticus Ren Ng. Het hoofdkantoor was gevestigd in Mountain View, in de staat Californië. Het is ontstaan met als doel de ideeën die Ren Ng tijdens zijn onderzoek aan de Stanford-universiteit naar lichtvelden heeft opgedaan, om te zetten naar praktisch bruikbare producten, zoals plenoptische camera's voor thuisgebruik. In 2012 won het bedrijf de Silicon Valley / San Jose Business Journal's Idea and Innovation Award in de categorie consumentenproducten. 

## Producten

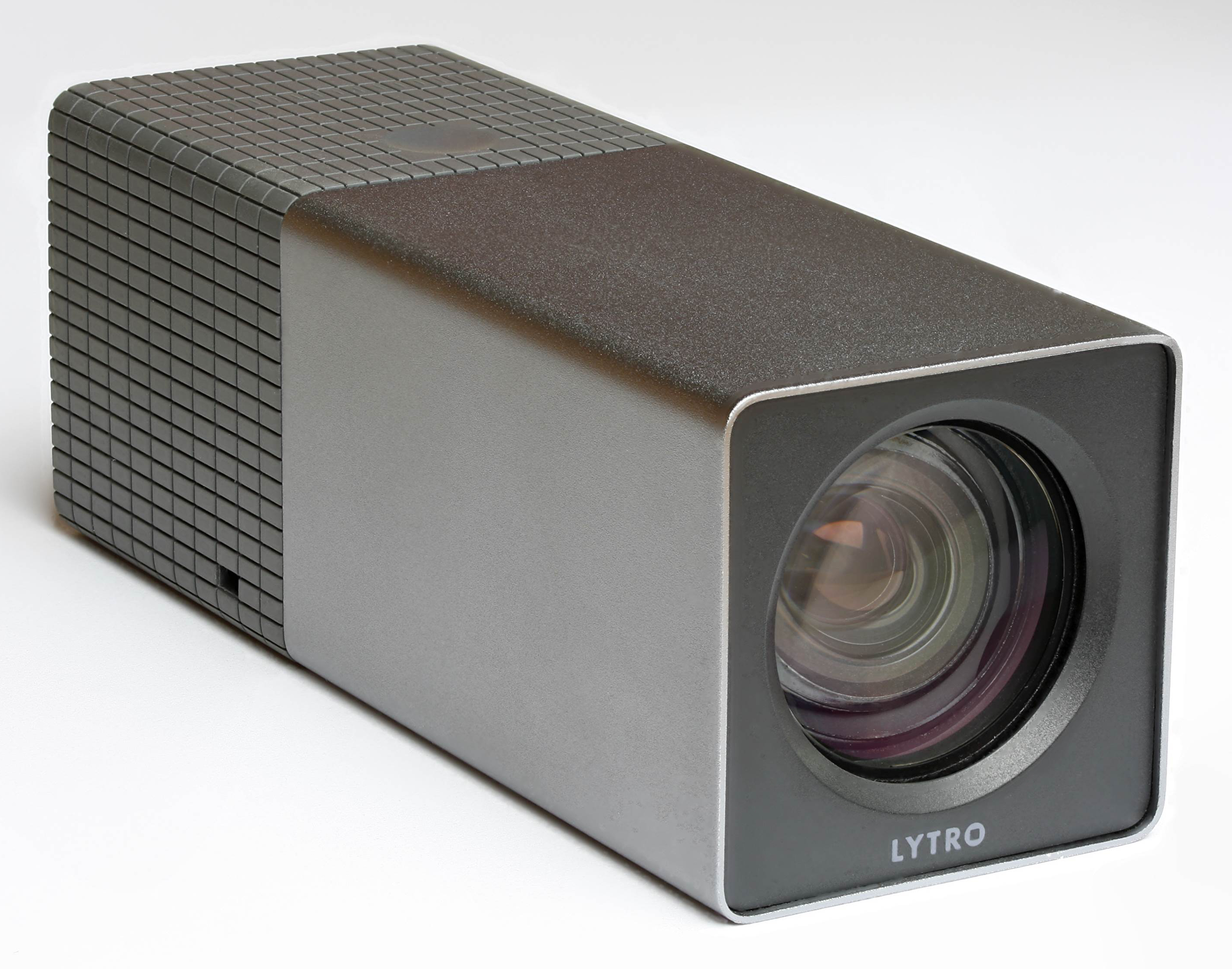
Eerste generatie Lytro plenoptische camera

In 2011 adverteerde Lytro als eerste bedrijf met een voor consumenten bedoelde plenoptische camera. Deze werd vanaf april 2012 in de VS op de markt gebracht. Sinds 2013 zijn deze camera's wereldwijd te koop. Opvallend zijn vormgeving en bediening, die in weinig opzichten lijken op die van bestaande camera's. Deze eerste modellen hebben een sensor die per foto 11 Megaray kan opslaan. Dit betekent in de praktijk dat de resolutie van de camera niet bijzonder hoog is in vergelijking met hedendaagse conventionele camera's.
In juli 2014 bracht Lytro de tweede generatie plenoptische camera uit: de Lytro Illum. Dit model lijkt uiterlijk meer op de traditionele spiegelreflexcamera. De Illum heeft een 40 Megaray sensor.
De voordelen van een plenoptische camera boven een conventionele camera zijn:
- Er is geen focussering nodig. Uit de ruwe data van de camera is achteraf altijd een foto te genereren die op een gewenst punt in de ruimte is scherpgesteld.
- Er is weinig licht nodig om een foto te maken.
- Uit de data van een enkele opname is een 3D foto te genereren.